# João Magueijo

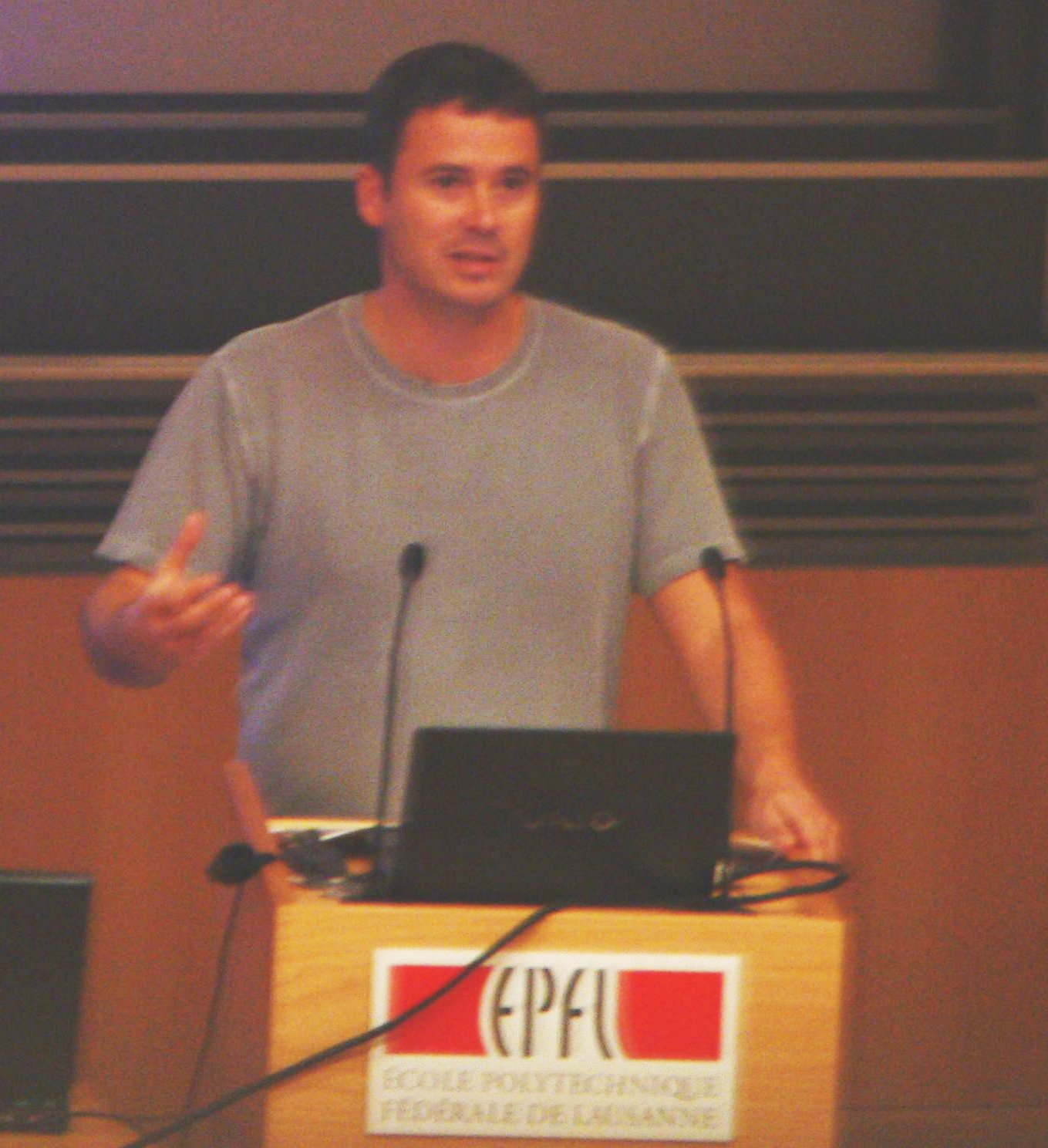
João Magueijo, listopad 2005.

João Magueijo (ur. 1967 w Évora) – portugalski astrofizyk i fizyk teoretyczny na Imperial College London. Jest jednym z prekursorów teorii zmiennej prędkości światła.

## Wykształcenie i kariera
João Magueijo studiował fizykę na Uniwersytecie Lizbońskim. Doktorat bronił na Uniwersytecie w Cambridge.
W 1998 sformułował, wspólnie z Andreasem Albrechtem, teorię zmiennej prędkości światła, która  jest prezentowana jako alternatywa dla teorii kosmicznej inflacji i pozwala na wyjaśnienie problemu horyzontu.
Swoje osobiste przemyślenia na temat ww. teorii zawarł w książce Szybciej niż światło. W 2009 opublikował książkę A Brilliant Darkness, dotyczącą życia Ettore Majorana, genialnego fizyka, o którego zniknięciu krążą legendy.

## Publikacje
- A Brilliant Darkness: The Extraordinary Life and Disappearance of Ettore Majorana, the Troubled Genius of the Nuclear Age, Basic Books, 2009/2010, ISBN 978-0-465-00903-9
- Faster than the Speed of Light: The Story of a Scientific Speculation, Basic Books, 2003, ISBN 978-07382-0525-0